# Vesper (cocktail)
De Vesper (ook wel bekend als de Vesper Martini) is een cocktailrecept. Het valt binnen de categorie Shortdrinks.
De Vesper verkreeg bekendheid in 1953 toen geheim agent James Bond het bestelde in het boek Casino Royale van Ian Fleming. In de film Casino Royale uit 2006 is te zien hoe James Bond spontaan het recept voor de cocktail bedenkt. Hij vernoemt deze vervolgens naar zijn geliefde Vesper Lynd.

## Ingrediënten
- ½ deel Lillet Blanc
- 1 deel wodka
- 3 delen gin
- 5 ijsblokjes
- een stukje citroenschil

## Varianten
Oorspronkelijk bevatte deze cocktail geen Lillet Blanc maar Kina Lillet. Dit is echter niet meer verkrijgbaar. Als alternatieven voor Kina Lillet wordt naast Lillet Blanc ook wel droge Vermout (Martini) gebruikt. 
Voor de iets authentiekere smaak van de jaren 50 is het aan te raden om te kiezen voor Stolichnaya Blue Label, hiermee wordt het alcoholpercentage teruggebracht naar de niveaus van 1953.
Een minder bekende variatie is de Groene Vesper. Hierin is de Kina Lillet vervangen door Absint.